# Xiphopteris govidjoaensis
Xiphopteris govidjoaensis là một loài dương xỉ trong họ Polypodiaceae. Loài này được Brause Copel. mô tả khoa học đầu tiên năm 1947.